# Donna Leon – Die dunkle Stunde der Serenissima
Die dunkle Stunde der Serenissima ist ein deutscher Fernsehfilm von Sigi Rothemund aus dem Jahr 2008, der auf dem gleichnamigen Roman von Donna Leon basiert. Es handelt sich um die dreizehnte Episode der ARD-Kriminalfilmreihe Donna Leon mit Uwe Kockisch als Commissario Guido Brunetti in der Hauptrolle.

## Handlung
Die Studentin Claudia Leonardo wendet sich an Commissario Brunetti, weil ihr Großvater nach dem Zweiten Weltkrieg möglicherweise zu Unrecht wegen räuberischer Erpressung verurteilt wurde. Er soll unrechtmäßig in den Besitz wertvoller Gemälde gekommen sein, die während des Faschismus als verfemte Kunst aus italienischen Museen entfernt worden waren. Wenig später wird Claudia in ihrer Wohnung ermordet aufgefunden. 
Im Laufe der Ermittlungen stellt sich heraus, dass Claudia einige der noch immer im Besitz ihrer Großmutter befindlichen Gemälde mithilfe einer Kommilitonin heimlich verkauft hat und den Erlös gemeinnützigen Organisationen zukommen ließ, um so das Unrecht ihres Großvaters „wiedergutzumachen“. Ins Visier von Commissario Brunetti gelangt schließlich der Bibliothekar Maxwell Ford, bei dem Claudia nebenbei gearbeitet hat. Fords Bibliothek wird im Testament der Großmutter bedacht, weil er ihr einen angeblich verschollenen Kaufvertrag über die Gemälde vorlegen kann, womit die „Unschuld“ ihres Mannes bewiesen sei. Claudia findet jedoch heraus, dass der Kaufvertrag von Ford mit einer alten Schreibmaschine aus der Bibliothek selbst geschrieben wurde und damit eine Fälschung darstellt. Noch bevor Claudia ihre Großmutter aufklären kann, wird sie ermordet. Brunetti kommt den Zusammenhängen nach und nach auf die Spur. Kurz nachdem er Claudias Großmutter über die heimlichen Bilderverkäufe ihrer Enkelin informiert hat, stirbt die alte Dame eines natürlichen Todes. Für den Mord an Claudia steht Maxwell Ford unter dringendem Tatverdacht. Am Ende stellt sich jedoch heraus, dass nicht er, sondern seine Frau Eleonora die Studentin getötet hat. Eleonora hielt Claudia fälschlicherweise für eine Nebenbuhlerin, was wiederum von ihrem Mann so eingefädelt wurde, damit sein Betrug nicht auffliegt.
Bei seinen Ermittlungen wird Brunetti eine neue Kollegin, Kommissarin Capari, zur Seite gestellt, die mit ihren neuen Feng-Shui-Methoden bei Vice-Questore Patta nach anfänglicher Begeisterung für so viel Durcheinander sorgt, dass er sie am Ende kurzerhand nach Rom „weglobt“.

## Hintergrund
Die dunkle Stunde der Serenissima wurde vom 10. Mai 2006 bis zum 13. Juli 2006 in Venedig und Umgebung gedreht. Die Erstausstrahlung auf Das Erste erfolgte am 15. Mai 2008 zur Hauptsendezeit.

## Kritik
Die Kritiker der Fernsehzeitschrift TV Spielfilm vergaben dem Film eine mittlere Wertung, sie zeigten mit dem Daumen zur Seite. Sie konstatierten: „Formidable Darsteller, aber zu vorhersehbar“.